# Pandanus solms-laubachii
Pandanus solms-laubachii là một loài thực vật có hoa trong họ Dứa dại. Loài này được F.Muell. miêu tả khoa học đầu tiên năm 1887.